# Herren lever, våga tro det
Herren lever, våga tro det är en påskpsalm av Göran Bexell 1971. Melodi (Ess-dur, 4/4) av Bedrich Janacek 1974. Tredje versen är hämtad ur Uppenbarelseboken 21:5. Eftersom båda upphovsmännen var verksamma i Lund när den skrevs har den fått namnet Lundapsalmen.
Psalmen består av fyra korta fyrradiga strofer, som dock kan upplevas som både två- och sexradiga, beroende på fraseringen. Innehållsligt präglas psalmen av nutid och framtid mer än av tillbakablick på det som en gång skett. "Framtiden väntar, res dig, gläd dig som människa." (I den finlandssvenska psalmboken ändrades "som människa" till "du människa", vilket ju inte uttrycker riktigt samma sak).

## Psalmnummer
- Herren Lever 1977 som nummer 876 under rubriken "Kyrkans år - Påsktiden".[1]
- 1986 års rikssvenska psalmbok som nummer 155.
- 1986 års finlandssvenska psalmbok som nummer 103.